# Kaspax
Kaspax (? - vers 1097/1098) est un amiral byzantin de la fin du XIe siècle, actif durant le règne d'Alexis Ier Comnène. 
Il réussit notamment à reprendre le contrôle de l'ensemble des îles de la mer Égée dont certaines étaient tombées entre les mains de Tzachas, l'émir de Smyrne. Vers 1098, il dirige la flotte en soutien à Jean Doukas qui mène l'armée byzantine dans une entreprise de reconquête de l'Anatolie occidentale occupée par les Turcs. Il commence par reprendre la ville de Smyrne dont Kaspax est nommé gouverneur. Toutefois, il est très vite tué par un habitant musulman de la ville ce qui entraîne la colère de ses troupes qui massacrent de nombreux habitants avant que Jean Doukas ne parvienne à rétablir l'ordre, non sans difficultés.